# تغني بالقرآن

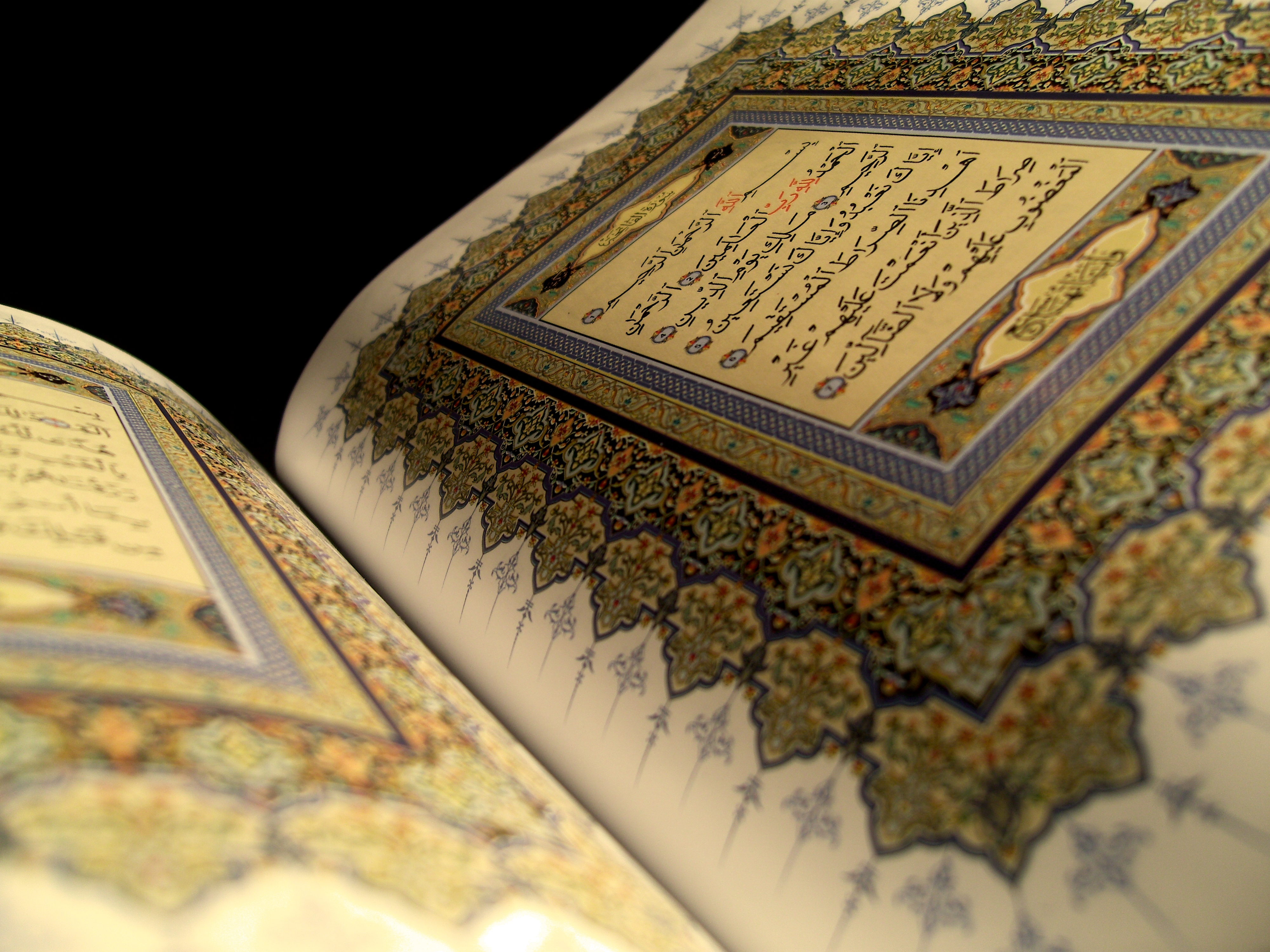
Quran, Tunisia

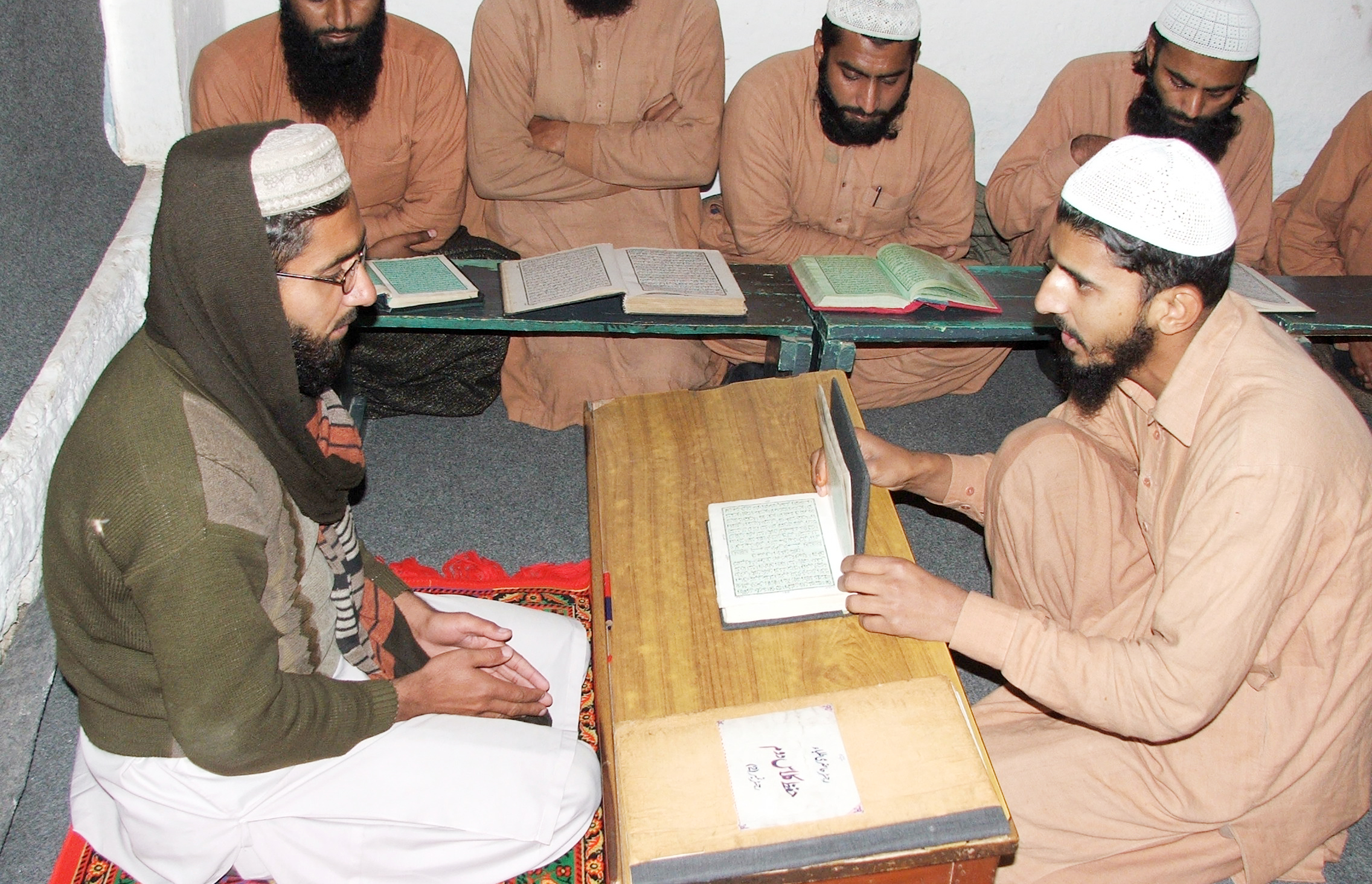
Correctional Activities at Central Jail Faisalabad, Pakistan in 2010 - Convicted prisoners receiving Quranic education

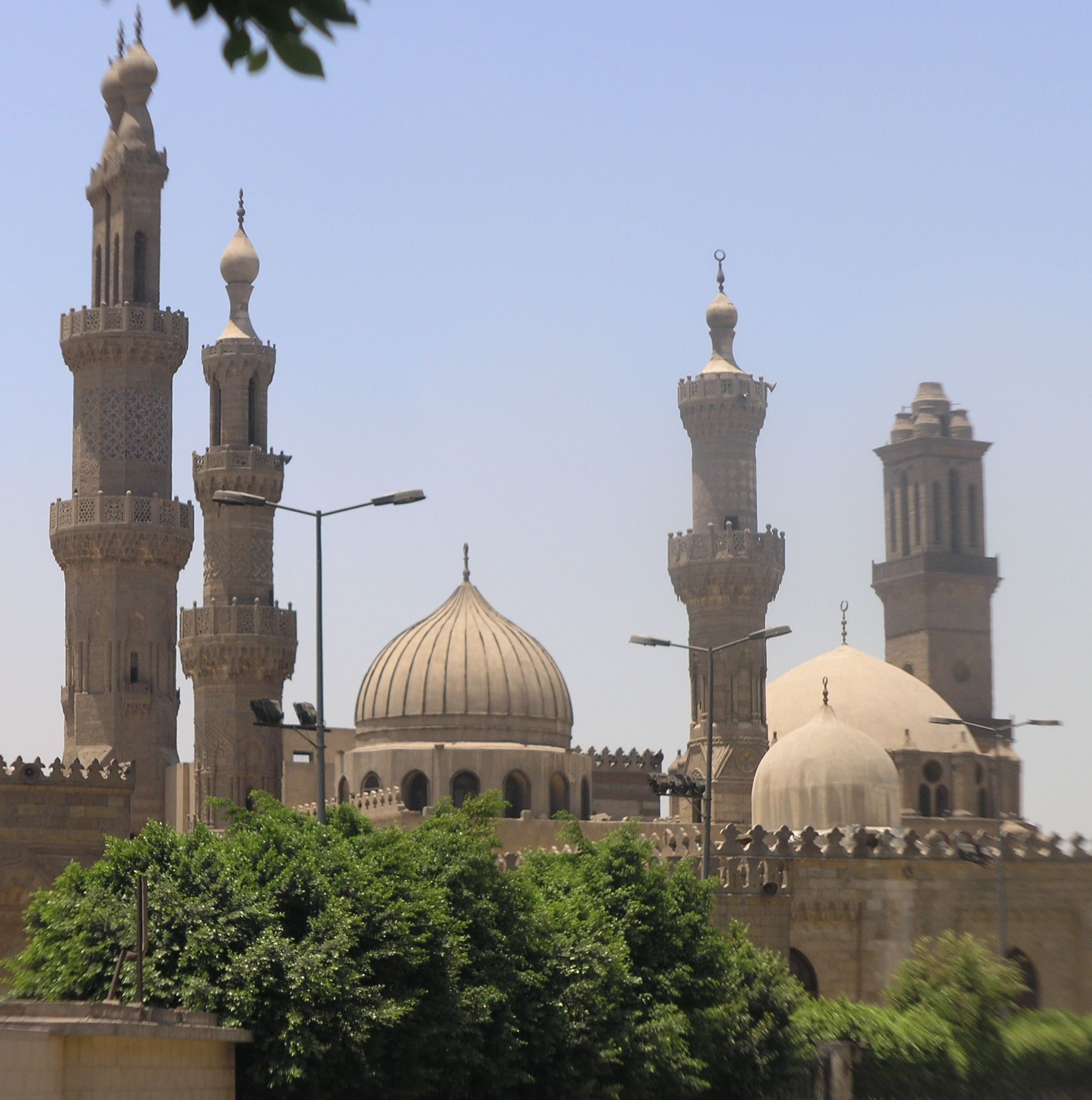
Cairo - Islamic district - Al Azhar Mosque and University

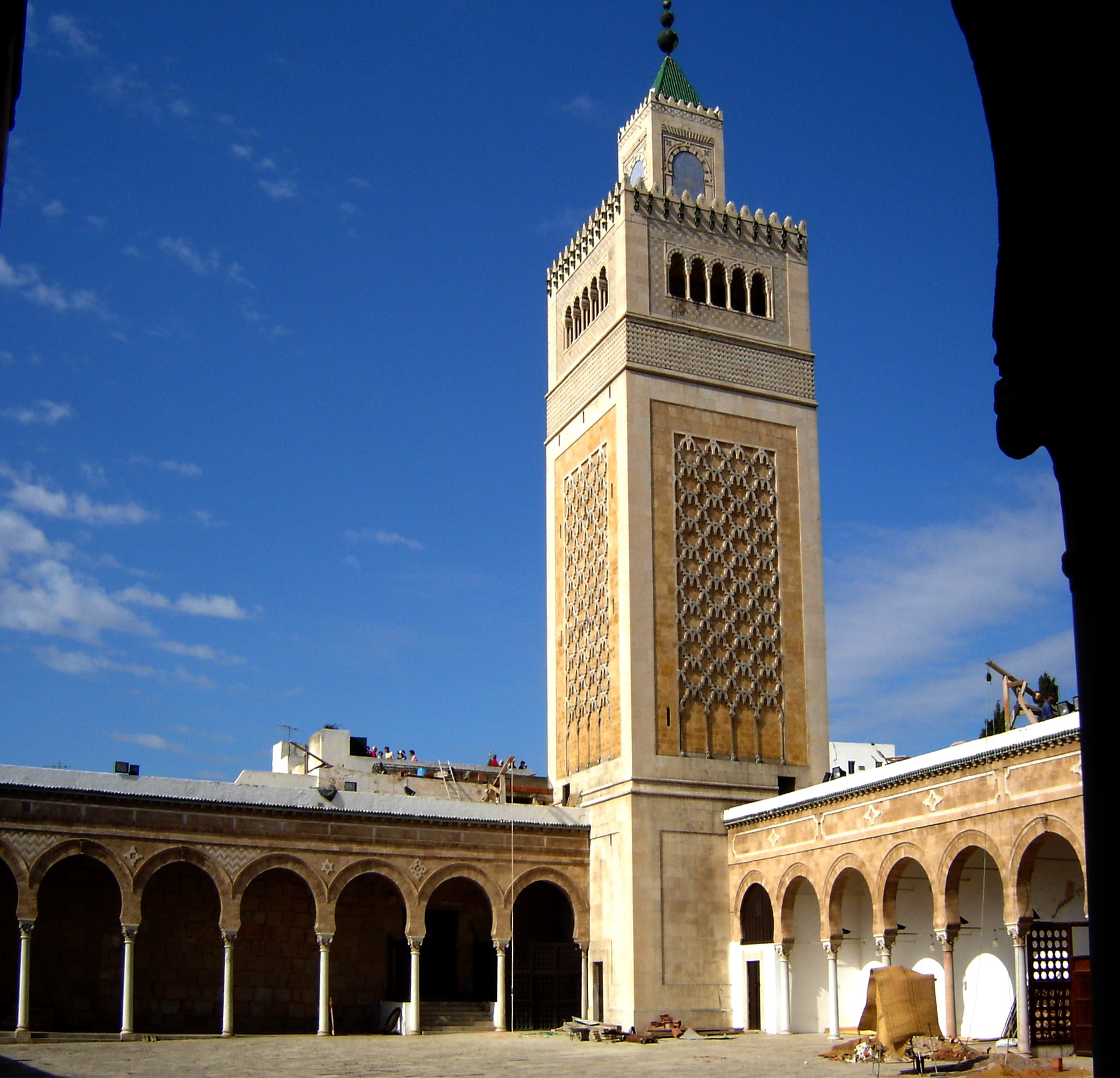
Tunis Zitouna-Moschee Minarett

تغني بالقرآن. هو أن يحسن صوته ويجهر به.

## آداب قراءة القرآن
تلاوة القرآن من أفضل الطاعات وأعظم القربات فينبغي للمسلم إذا أراد تلاوة القرآن أن يهيئ نفسه لها، ويحصل الآداب المطلوبة لها لينال الثواب الذي قال عنه النبي محمد: «من قرأ حرفاً من كتاب الله تعالى فله به حسنة والحسنة بعشر أمثالها، لا أقول: الم حرف، ولكن ألف حرف، ولام حرف، وميم حرف» رواه الترمذي عن ابن مسعود، وقال النووي في التبيان: واعلم أن المذهب الصحيح أن قراءة القرآن أفضل من التسبيح والتهليل وغيرهما.
ومن أهم الآداب التي ينبغي لقارئ القرآن أن يتحلى بها: أن يقصد بقراءته وجه الله والتقرب إليه، فالعمل إذا دخله الرياء أو السمعة أو المنافسة.. فلا قيمة له بل ربما أصبح وبالاً على صاحبه.
ومنها: الطهارة الظاهرة والباطنة، فيطهر ظاهره من الحدث والخبث، وباطنه من الذنوب والمعاصي.
ومنها: القراءة بتدبر لمعانيه وخشوع بقلبه وخضوع بجوارحه فلا يعبث بشيء منها، أو يشغل سمعه أو بصره، بما يتنافى مع التلاوة.
ومنها: أن يكون نظيف الثياب حسن الهيئة مستقبل القبلة إن أمكن.
ومنها: السواك قبله، وعليه أن ينظف فمه بأن يتمضمض كلما تنخم، ويجب عليه أن يبتعد عن التدخين وكل الروائح الكريهة.
ومنها: أنه لا ينبغي له أن يقطع التلاوة لشيء من أمور الدنيا إلا إذا كان ذلك ضرورياً. 

## تعريف التغني بالقرآن
التَغَنِّي بالقرآن الكريم سُنَّةٌ رَغَّبَ فيها الرسول محمد، وقال في حديث: «ليس منَّا من لم يَتَغَنَّ بالقرآن». و ليس معناه أن يتغنى به كغنائه بالشعر، بل معناه تزيين الصوت وتحسينه، كما يفسره حديث البراء بن عازب قال: قال رسول الله: «زينوا القرآن بأصواتكم». وفي هذا المعنى قال الرسول محمد لأبي موسى الأشعري: «لقد أوتيت مزمارا من مزامير آل داود». وقد كانت قراءة الرسول محمد كما قال أنس بن مالك: كانت مدا، «يمد بسم الله، ويمد بالرحمن، ويمد بالرحيم». ولقد كان العرب يقرؤون القرآن بإتقان أحكام القراءة ونطق الحروف من مخارجها الأصلية، لأنّه نزل بلغتهم، ولما طال الأمد وتباعد الزمن، اختلطت الألسن عجم مع عرب فوقع اللحن في اللسان العربي
والخروج عن أحكام التلاوة عند قرءاة القرآن الكريم، فوجب التبيان لمخارج الحروف وأحكام تلاوة القرآن، لقوله تعالى: (لتبيننه للناس ولا تكتمونه)، فبادر العلماء بتأليف كتبا لحفظ قواعد تلاوته وتجويده، ككتاب؛ المقدمة الجزرية في التجويد، للإمام الجزري.

## الفرق بين التغني والتجويد
التغي لغة هو التطريب في الصوت والتغريد، والتجويد التحسين؛ من جوّد الشيء: إذا أتى به جيّدا، أي حسنا. فقد يكون المرئ موهوب بحسن الصوت ولكنه لا يحسن أحكام التجويد، وقد يكون يتقن أحكام التجويد؛ ولكن ليس له حسن التطريب والتغريد.

## بيان مواضع الكلمات في آيات القرآن تُستغل للتغني
للتغني بكلمات وآيات القرآن، مواضع مناسبة لاستغلال التغني، وهي: حرف النون، خفيفة أو مشدّدة، وحركة التنوين، وحركات المدّود، ويسمونه عند استعماله (الترجيع)، كما قال عبد الله بن مغفل، «رأيت النبي - صلى الله عليه وسلم - و هو على ناقته، أو جمله، وهي تسير به، وهو يقرأ سورة الفتح، أو من سورة الفتح، قرءاة لينة، يقرأ وهو يرجع». قال ابن حجر في معنى يرجع هو تقارب ضروب الحركات في القراءة وأصله الترديد، وترجيع الصوت ترديده في الحلق.

## أهم مدارس القرآن
- مصر ومن أشهر المدارس في ذلك جامع الأزهر في مصر، ولقد تخرج منه عدد جمّ غفير من شيوخ القرّاء مثل :

1. الشيخ محمود علي البنا
2. الشيخ محمد رفعت
3. الشيخ محمود خليل الحصري
4. الشيخ عبد الباسط عبد الصمد
5. الشيخ محمد صديق المنشاوي
6. الشيخ مصطفى إسماعيل
7. محمد عبد الوهاب الطنطاوي
8. الشيخ محمد محمود الطبلاوي
9. وغيرهم

- السعودية جامعة أم القرى، وكان الفضل الكبير لها في تعليم القرآن وعلومه و من بين شيوخها، الشيخ أيمن سويد، و من أشهر القراء:

1. محمد أيوب
2. عبد الرحمن السديس
3. سعود الشريم
4. سعد الغامدي
5. علي بن عبد الرحمن الحذيفي
6. ماهر المعيقلي.

- تونس جامع الزيتونة ومن قرائها:

1. الشيخ أبو عبد الله منير المظفر التونسي

- الجزائر جامعة الأمير عبد القادر ومن قرائها:

1. الشيخ ياسين الجزائري

- المغرب ومن قرائها:

1. الشيخ عمر القزابري

## انظر أيضا

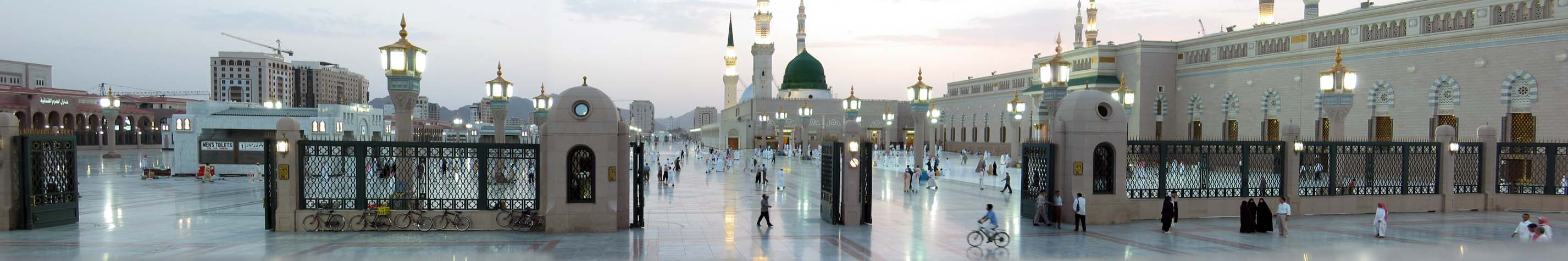
Mosquée المسجد النبوي يقع في المدينة المنورة في العربية السعودية.

## وصلات خارجية
- ترتيل القرآن الكريم والترجيع والتغني والترنم